# Lincel
Lincel est une commune associée de Saint-Michel-l'Observatoire et une ancienne commune française, située dans le département des Alpes-de-Haute-Provence en région Provence-Alpes-Côte d'Azur.
Elle est rattachée à Saint-Michel-l'Observatoire depuis 1973.

## Géographie
Le village se trouve au sommet d'une colline. La commune avait une superficie de 4,72 km2

## Histoire
La baronnie apparaît pour la première fois dans les chartes au XIIIe siècle, sous la forme Castrum Laudoncelli, Laucellum. Le village, sur un site facilement défendable, est situé sur la voie domitienne. Celle-ci passait la rivière à gué au Reculon, encore intact (en grosses pierres bien appareillées).
L’église est construite en 1190 par l’évêque de Gap.
Lambert II de Launcello, chevalier, originaire de Lincel, est signalé coseigneur de Lincel en 1289, 1290 et 1329. La mort de la reine Jeanne Ire ouvre une crise de succession à la tête du comté de Provence, les villes de l’Union d'Aix (1382-1387) soutenant Charles de Duras contre Louis Ier d'Anjou. Un des co-seigneur de Lincel, Guibert Cornut, se rallie aux Angevins en 1385, après la mort de Louis Ier.
Durant la Révolution, la commune compte une société patriotique, établie fin 1792 par la société de Manosque, et appelée société des Antipolitiques. Environ 80 % de la population masculine la fréquente.
Par arrêté préfectoral du 3 août 1973, la commune de Lincel est rattachée, le 1er janvier 1974, à la commune voisine de Saint-Michel-l'Observatoire par fusion-association.

## Toponymie
Selon Charles Rostaing, le toponyme Lincel est antérieur aux Gaulois.

## Administration

### Liste des maires
| Période                                  | Période | Identité | Étiquette | Qualité |
| ---------------------------------------- | ------- | -------- | --------- | ------- |
| Les données manquantes sont à compléter. |         |          |           |         |
|                                          |         |          |           |         |

### Liste des maires délégués
| Période    | Période | Identité    | Étiquette | Qualité |
| ---------- | ------- | ----------- | --------- | ------- |
| avant 2002 |         | André Latil | DVD       |         |

## Démographie
L’histoire démographique de Lincel est marquée par la saignée due à la crise des XIVe et XVe siècles (peste noire et guerre de Cent Ans).
Au XIXe siècle, la population de la commune connait une période d’« étale » où la population reste relativement stable à un niveau élevé. Cette période dure de 1846 à 1901. L’exode rural provoque ensuite un mouvement de recul démographique, mais beaucoup plus tardif que dans le reste du département. Ce n’est qu’en 1931 que la commune enregistre la perte de la moitié de sa population par rapport au maximum historique de 1861.
| 1315    | 1471    | 1765 | 1793 | 1800 | 1806 | 1821 | 1831 | 1836 |
| ------- | ------- | ---- | ---- | ---- | ---- | ---- | ---- | ---- |
| 44 feux | 10 feux | 178  | 133  | 92   | 142  | 126  | 144  | 164  |

| 1841 | 1846 | 1851 | 1856 | 1861 | 1866 | 1872 | 1876 | 1881 |
| ---- | ---- | ---- | ---- | ---- | ---- | ---- | ---- | ---- |
| 161  | 174  | 188  | 175  | 197  | 185  | 182  | 178  | 156  |

| 1886 | 1891 | 1896 | 1901 | 1906 | 1911 | 1921 | 1926 | 1931 |
| ---- | ---- | ---- | ---- | ---- | ---- | ---- | ---- | ---- |
| 157  | 153  | 194  | 181  | 153  | 121  | 141  | 128  | 81   |

| 1936 | 1946 | 1954 | 1962 | 1968 | 1975 | 1982 | 1990 | 1999 |
| ---- | ---- | ---- | ---- | ---- | ---- | ---- | ---- | ---- |
| 91   | 80   | 60   | 52   | 56   | -    | -    | 121  | 102  |

| 2008 | 2013 | 2014 | - | - | - | - | - | - |
| ---- | ---- | ---- | - | - | - | - | - | - |
| 209  | 223  | 225  | - | - | - | - | - | - |

Histogramme

(élaboration graphique par Wikipédia)

## Vie locale

### Culte
La paroisse est rattachée à un groupe inter-paroissial qui comprend Aubenas-les-Alpes, Céreste, Dauphin, Lincel, Mane, Montfuron, Montjustin, Oppedette, Reillanne, Sainte-Croix-à-Lauze, Saint-Maime, Saint-Martin-les-Eaux, Saint-Michel-l'Observatoire, Vachères et Villemus. Le culte est célébré alternativement dans les églises de ces quinze communes.